# The Marriage of Heaven and Hell Part II
The Marriage of Heaven and Hell Part II — седьмой студийный альбом американской рок-группы Virgin Steele, вышедший в 1996 году. 
Он был написан Дэвидом Дефейсом и Эдвардом Пурсино. Являлся хорошо принятым альбом за его романтический и лирический подход и за то, что он оказал большое влияние на симфонический метал.
.

## Список композиций
1. «A Symphony of Steele»
2. «Crown of Glory»
3. «From Chaos to Creation»
4. «Twilight of the Gods»
5. «Rising Unchained»
6. «Transfiguration»
7. «Prometheus the Fallen One»
8. «Emalaith»
9. «Strawgirl»
10. «Devil/Angel»
11. «Unholy Water»
12. «Victory is Mine»
13. «The Marriage of Heaven and Hell Revisited»

### Бонус-треки с переиздания 2008 года
1. «Life Among the Ruins» (концертная версия)
2. «I Wake Up Screaming» (концертная версия)

## Участники записи
- Вокал: Дэвид ДеФейс
- Гитара: Эдвард Пурсино
- Бас-гитара: Роб ДеМартино
- Ударные: Фрэнк Джилчрист
- Клавишные: Дэвид ДеФейс